# Província de Guanacaste
La província de Guanacaste és una subdivisió de Costa Rica, la província número 5, localitzada al nord-oest del país. Limita al nord amb Nicaragua, a l'est amb la província d'Alajuela, al sud amb la província de Puntarenas i a l'oest amb l'oceà Pacífic. Té una superfície de 10.140 km². Per la seua extensió es la segona província més gran del país, però també la més despoblada, on habiten 326.953 persones. Està dividida en 11 cantons i 47 districtes. La capital és Liberia, situada a 210 km de San José. Altres ciutats importants son Nicoya i Santa Cruz.
El territori de Guanacaste comprèn la major part de l'antic Partido de Nicoya, que va ser annexat al país el 25 de juliol del 1824. El relleu combina els cims volcànics de la serralada de Guanacaste amb amples planures que s'obren cap al Pacífic. Els principals accidents geogràfics son la península de Santa Elena al nord-oest i la península de Nicoya al sud-est, que es la més gran del país i encercla al golf de Nicoya. Al centre es troba la depressió tectònica de la vall del Tempisque. Te grans extensions de planures, que la fa bona per a la pastura i per al cultiu de grans, sobretot a l'àrea de la vall del riu Tempisque, raó per la qual la província rep el sobrenom de "la pampa" i també "la bajura". Guanacaste es famosa pels paisatges, per les platges que voregen el litoral de l'oceà Pacífic i per un clima molt més solejat i sec que a la resta del país, que la converteix en un dels pols turístics principals de Costa Rica.
En la província es troba l'Área de Conservación Guanacaste (ACG), que es Patrimoni de la Humanitat declarat per l'Unesco a l'any 1999. Compren, entre d'altres, el Parc nacional Santa Rosa, el Parc nacional Guanacaste i el Parc nacional Rincón de la Vieja, comprenent 1.470 km² de zones protegides. A Guanacaste també es troben els parcs nacionals Palo Verde i Barra Honda. Te una de les poques zones blaves del mon, a la península de Nicoya.
El poblament de la regió de Guanacaste es remunta 12.000 anys, un dels més antics del país. Durant l'època precolombina va ser habitada primerament pels corobisís, de cultura de l'Àrea Intermèdia, i després per grups chorotegues i nahues, de cultura mesoamericana. Algunes de les expressions culturals d'aquests grups, com la ceràmica nicoyana, han subsistit fins a l'actualitat i son patrimoni nacional de Costa Rica. A la península de Nicoya es troba la Reserva Indígena Matambú.
Guanacaste es bressol de molts aspectes del folklore de Costa Rica, tals com la música, instruments com la marimba i el quijongo, danses tradicionals com el punt guanacasteco, la gastronomia derivada del blat de moro i d'animals de pastura, i la cultura pròpia de la vida rural i el camp.

## Divisió administrativa
La província de Guanacaste està dividida en 11 cantons i 47 districtes. Els cantons i les seves capitals són:
- Libéria, Liberia
- Nicoya, Nicoya
- Santa Cruz, Santa Cruz
- Bagaces, Bagaces
- Carrillo, Filadelfia
- Cañas, Cañas
- Abangares, Las Juntas
- Tilarán, Tilarán
- Nandayure, Carmona
- La Cruz, La Cruz
- Hojancha, Hojancha